# Плакудер
Плаку̀дер е село в Северозападна България. То се намира в община Видин, област Видин.

## История
По време на колективизацията в селото е създадено Трудово кооперативно земеделско стопанство „Мичурин“ по името на съветския агроном Иван Мичурин. По това време 10 семейства (52 души) от селото са принудително изселени от комунистическия режим.

## Население
Преброяване на населението през 2011 г.
Численост и дял на етническите групи според преброяването на населението през 2011 г.:
|                     | Численост | Дял (в %) |
| Общо                | 86        | 100,00    |
| Българи             | 78        | 90,69     |
| Турци               | 0         | 0,00      |
| Цигани              | 0         | 0,00      |
| Други               | 0         | 0,00      |
| Не се самоопределят | 0         | 0,00      |
| Неотговорили        | 8         | 9,30      |

## Редовни събития
Ежегодно в дните около Петровден (по стар стил, 12 юли, но винаги в събота) се провежда събор.